# Торніке Гордадзе
Торніке Гордадзе (груз. თორნიკე გორდაძე, фр. Thorniké Gordadze; нар. 10 листопада 1975) — колишній грузинський міністр і французький політолог. З 24 серпня 2012 року по 25 жовтня 2012 року був державним міністром Грузії з питань євроатлантичної інтеграції.
Гордадзе увійшов до уряду президента Грузії Міхеїла Саакашвілі в червні 2010 року, коли був призначений заступником МЗС, відповідальним за відносини з Європейським Союзом. З 24 серпня 2012 року по 25 жовтня 2012 року він обіймав посаду державного міністра з питань євроатлантичної інтеграції Грузії, також при тодішньому президенті Саакашвілі.